# Río Muluya
El río Muluya (Malva en latín; en francés: Moulouya) es uno de los ríos marroquíes más importantes. Nace en el Atlas Medio, y discurre unos 520 km en dirección noreste primero para luego virar al norte, hasta desembocar en el mar Mediterráneo, a unos kilómetros al este del cabo del Agua, y muy próximo a la frontera argelina.
Su cuenca tiene una superficie de 54 500 km², siendo la mayor cuenca hidrográfica de Marruecos y de los ríos no saharianos de norte de África. Las islas Chafarinas se encuentran situadas a unas cuatro millas frente a la desembocadura, la cual forma un delta fluvial de 4 km de anchura y 20 km de longitud. La zona de la desembocadura y su conjunto de terrenos pantanosos constituyen un enclave de interés biológico y ecológico de alrededor de 3000 hectáreas, incluida dentro de la lista internacional Ramsar de humedales. En la cuenca fluvial del Muluya predomina un clima mediterráneo semiárido, siendo las precipitaciones muy irregulares. Su caudal medio es de 34 m³ por segundo, si bien bastante irregular, lo que origina que el río no sea navegable.
Dos presas embalsan el río, las de Mechra Homadi (construida en 1957) y Mohamed V (en 1967), las cuales, sin embargo, se encuentran próximas a su colmatación.
Su desembocadura ha sido declarada sitio Ramsar.

## Importancia histórica
En la antigüedad constituyó el límite entre las provincias romanas de Mauritania Tingitana y Mauritania Cesariense. Posteriormente, constituyó el límite entre las esferas de influencia de Castilla (al oeste del río) y Aragón (al este) según fue acordado por los reyes Sancho IV de Castilla y Jaime II de Aragón en 1291, mediante el Tratado de Monteagudo. Su curso bajo constituyó el límite oriental del protectorado español de Marruecos.
Este río también tiene gran importancia cultural. En el lado este del río, había tradicionalmente poblaciones de habla bereber, como la tribu Beni Znassen (Ait Iznasen), que son parte de los amaziges, presentes en los territorios: Berkane, Ahfir, Tafoughalt y Aklim. El río Muluya formaba también la frontera este de la República del Rif en la década de 1920 con, al otro lado, una pequeña parte de Marruecos, inclusive ciudades importantes como Saidía, Berkane y Oujda.